# Nicolas Alexandre
Pour l’article homonyme, voir Abbé Nicolas Alexandre.
Dom Nicolas Alexandre, né à Paris en 1654 et mort à l'abbaye de Saint-Denis le 4 octobre 1728, est un bénédictin français de la congrégation de Saint-Maur. Les historiens s'accordent pour lui attribuer la paternité d'un ouvrage anonyme resté longtemps populaire La Médecine et la Chirurgie des Pauvres (1714), constamment réédité jusqu'en 1868.

## Biographie
Nicolas Alexandre nait en 1654 au sein d'une famille bourgeoise parisienne. Sa date exacte de naissance et sa filiation n'est pas connue, à cause de la destruction de l'Ancien État Civil de Paris lors de la Commune de 1871. Les données historiques sont des sources provenant de l'Ordre de Saint-Benoît. 
Alexandre reçoit une éducation familiale exemplaire, faite de piété et d'études. Avant de le laisser entrer dans les ordres, ses parents le retiennent jusqu'à l'âge de 23 ans pour être sûrs de sa vocation. 
À 24 ans, le 6 juillet 1678, il entre en religion à l'abbaye Saint-Faron de Meaux (abbaye disparue). Il devient moine bénédictin, de la branche de la Congrégation de Saint-Maur consacrée à l'érudition et l'activité intellectuelle. Au sein de la congrégation, Nicolas Alexandre est proche de grands théoriciens ou historiens comme Jean Mabillon (1632-1707), Claude Devic (1670-1734), ou Edmond Martène (1654-1739). 
Contrairement à la plupart des bénédictins de Saint-Maur, Nicolas Alexandre s'oriente vers des disciplines pratiques plutôt que théoriques. Il consacre sa vie à l'étude des ouvrages de médecine. Ni médecin, ni apothicaire, il assimile toute la littérature scientifique européenne de son temps. Ses connaissances sont livresques : il ne pratique pas la médecine, ni ne collectionne des plantes, mais il recueille aussi des pratiques rurales et il parait familier du monde paysan,. 
Très attaché au Jansénisme, il refuse par deux fois de se soumettre à la pression de Louis XIV et à la bulle pontificale Unigenitus de Clément XI.  La première fois en 1718, à l'abbaye Saint-Médard de Soissons, et la seconde en 1720, à l'abbaye de Saint-Denis de Paris, où il meurt le 4 octorbre 1728 en ayant toujours refusé d'accéder aux responsabilités de son ordre,.

## Œuvres
Nicolas Alexandre publie, après l'âge de 60 ans, deux ouvrages anonymes à deux années d'intervalle : La Médecine et la Chirurgie des pauvres (1714) et un dictionnaire portatif de médecine (1716).

### La Médecine et la Chirurgie des Pauvres

#### Présentation
Il s'agit d'un livret in-octavo de 500 pages environ. Il est intitulé La Médecine et la Chirurgie des Pauvres, qui contient des remèdes choisis, faciles à préparer & sans dépense, pour la plupart des maladies internes & externes qui attaquent le corps humain. ». La première édition date de 1714, à Paris, chez Laurent Le Comte.

Dans l’avertissement qui précède chaque édition, dom Nicolas Alexandre défend ainsi son choix :
« Le titre de ce recueil fait connaître le dessein qu’on a eu en le faisant imprimer, qui a été de fournir aux pauvres, sur-tout à ceux de la campagne, qui languissent ou meurent, étant privés des secours que ceux des villes reçoivent des personnes charitables, des moyens sûrs et aisés de se soulager dans leurs infirmités ; ces remèdes étant tirés, ou des aliments et des animaux domestiques, ou des plantes qu’ils trouveront facilement dans les jardins et dans les champs. On s’attend bien qu’étant composés d’ingrédients communs, et même dégoûtants, ils seront méprisés et rejetés par les riches, et par les personnes qui affectant en tout des airs de grandeur, même jusques dans l’usage des remèdes, n’estiment que ceux dans lesquels il n’entre que des drogues rares, venues des Indes, et à grands frais, et dont cependant très-souvent l’effet le plus sensible est de vider leur bourse sans leur rendre la santé, pendant que les gens du commun se guérissent promptement et parfaitement des mêmes maladies par des remèdes simples et familiers, que leurs médecins n’osent souvent leur proposer, ou par crainte de blesser leur vanité et leur délicatesse, ou de passer eux-mêmes pour des médecins à remèdes de bonnes-femmes ; car c’est ainsi qu’on les appelle pour les rendre méprisables, quoiqu’il arrive tous les jours que des malades, après avoir usé très-longtemps et inutilement des compositions les plus pompeuses de la Médecine sont guéris promptement par un remède indiqué par un paysan ou par une femmelette(…) »

L'auteur distingue les pauvres des villes qui trouvent de l'aide, et ceux des campagnes qui en seraient dépourvus. Or les contemporains, comme les historiens, considèrent que les personnes charitables s'occupent aussi du milieu rural. Selon Olivier Lafont, il s'agirait soit d'un effet de style pour renforcer le propos, soit d'une observation régionale exacte propre au voisinage des abbayes fréquentées par Dom Alexandre. Celui-ci insiste sur la facilité d'accès des drogues qu'il propose, ce qui est la loi du genre des ouvrages charitables. 
Tout au long de l'ouvrage, Dom Alexandre montre une bonne connaissance de la flore française, et il n'utilise que rarement des produits exotiques.

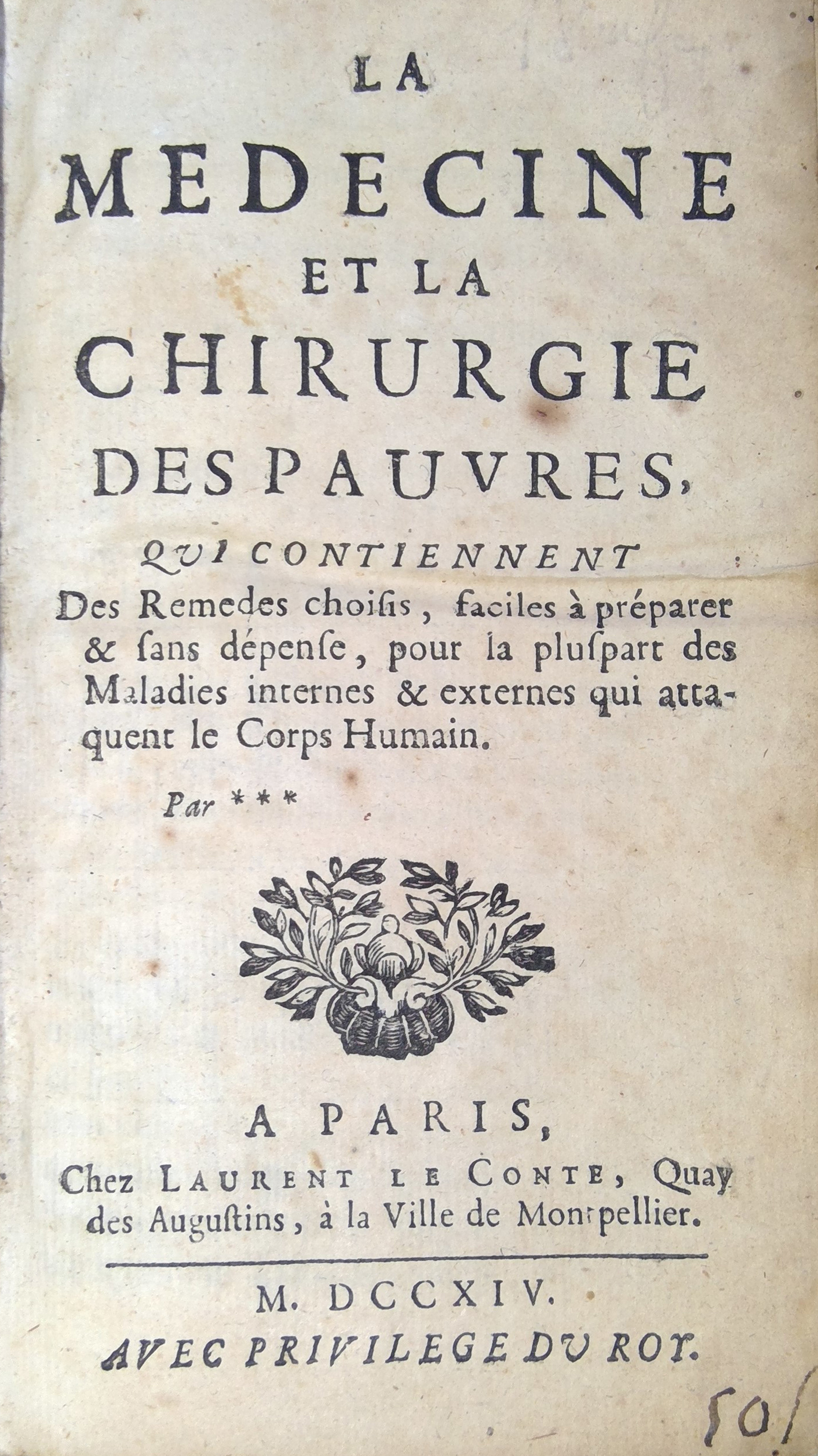
Page principale de la première édition (1714)

#### Éditions
L'ouvrage connait 26 éditions tout au long du XVIIIe siècle et 8 au XIXe siècle. De 1714 à 1776, la publication est assurée par la famille d'imprimeurs parisiens Le Conte ou Le Comte. À partir de 1780, des éditions régionales sont publiées à Rouen, Lyon et Avignon (dernière édition en 1868).
La grande diffusion et la longévité de cet ouvrage, à mi-chemin entre la culture populaire et la médecine savante, montre l'existence d'un large public. Notamment en ce qui concerne les deux premiers tiers du XIXe siècle, où une médecine populaire rurale persiste alors même qu'une médecine hospitalière scientifique se développe.

#### Contenu
La première partie de l'ouvrage est d'abord divisée en rubriques correspondant aux maladies, selon la classification traditionnelle a capite ad calcem (de la tête au talon).  Puis viennent les maladies des femmes, les fièvres, et plusieurs préparations : bouillons, tisanes, sudorifiques (qui provoquent la sueur), lavements et purgatifs. La seconde partie concerne « La chirurgie des pauvres » : les bras et les jambes, les tumeurs, les plaies et ulcères, et les maladies de peau.
L'ouvrage alterne des pratiques populaires avec des références savantes (Hippocrate, Galien, Avicenne...). Il emprunte à d'autres ouvrages charitables écrits par des médecins, par exemple  l'utilisation du quinquina contre les fièvres. D'autres remèdes sont des formules simplifiées de recettes officielles comme celle du Catholicum où seul le séné est gardé comme agent purgatif (sans la rhubarbe, la casse et le tamarin), moins coûteux, le produit gardait des propriétés laxatives suffisantes, ce qui était le but recherché.

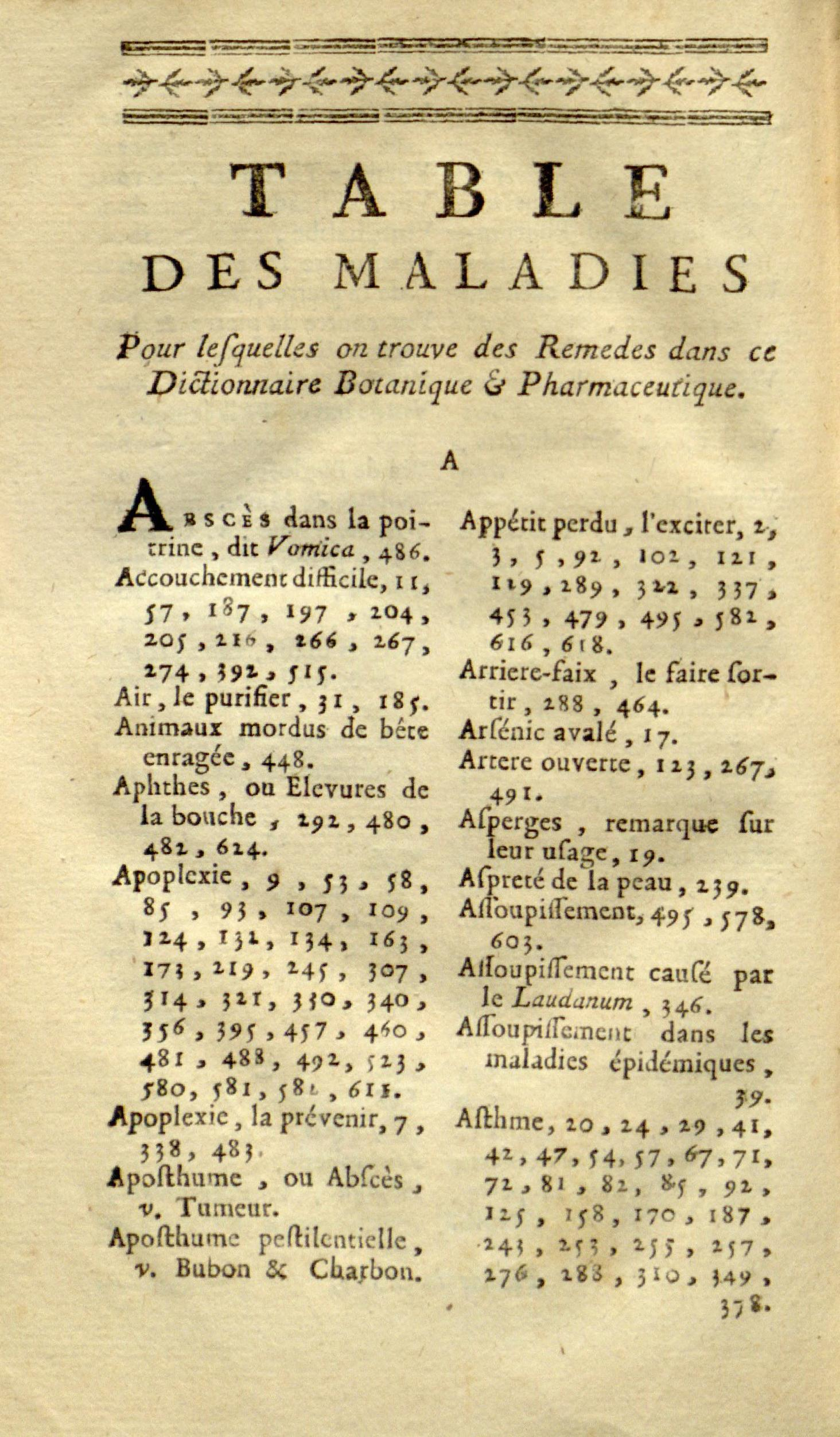
Table des matières par maladies, édition de 1768.

Certains remèdes populaires frisent la superstition comme l'anneau faits de dents d'Hippocampe que l'on doit porter à l'annulaire gauche contre les hémorroïdes.

### Dictionnaire Botanique et Pharmaceutique

#### Présentation
Il s'agit d'un dictionnaire portatif, un genre qui apparait au XVIIIe siècle, en réaction contre la publication d'ouvrages de plus en plus volumineux en plusieurs volumes. Ces petits dictionnaires maniables, dix à vingt fois moins chers, remportent un vif succès. Ils paraissent dans tous les domaines des savoirs et des arts et contribuent à la diffusion des connaissances dans un large public. Le plus célèbre est le Dictionnaire géographique portatif de l'Abbé Vosgien, pseudonyme de Jean-Baptiste Ladvocat (1709-1765).
L'ouvrage de Dom Alexandre est intitulé : Dictionnaire Botanique et Pharmaceutique, contenant les principales propriétés des Minéraux, des Végétaux, et des Animaux d'usage, avec les préparations de pharmacie, internes et externes, Les plus usitées en Médecine & en Chirurgie, Le tout tiré des meilleurs Auteurs, sur-tout Modernes (Première édition : 1716, en ligne). L'ouvrage connait 24 éditions, de 1716 à 1846.
L'auteur est anonyme, mais l'Avertissement fait comprendre qu'il est le même que celui de La Médecine & et la Chirurgie des Pauvres. Il donne ses sources, parmi les étrangers Johan Schröder (1600-1664) et Michael Ettmüller (1664-1683), et parmi les français Nicolas Lemery (1645-1715) et Moyse Charas (1619-1698).
L'auteur vise le public des jeunes pharmaciens et jeunes chirurgiens « qui courant le pays ne se peuvent charger [de gros dictionnaires]  », mais aussi celui des Hôpitaux, des Communautés, et des personnes charitables qui soignent les pauvres. 

#### Contenu

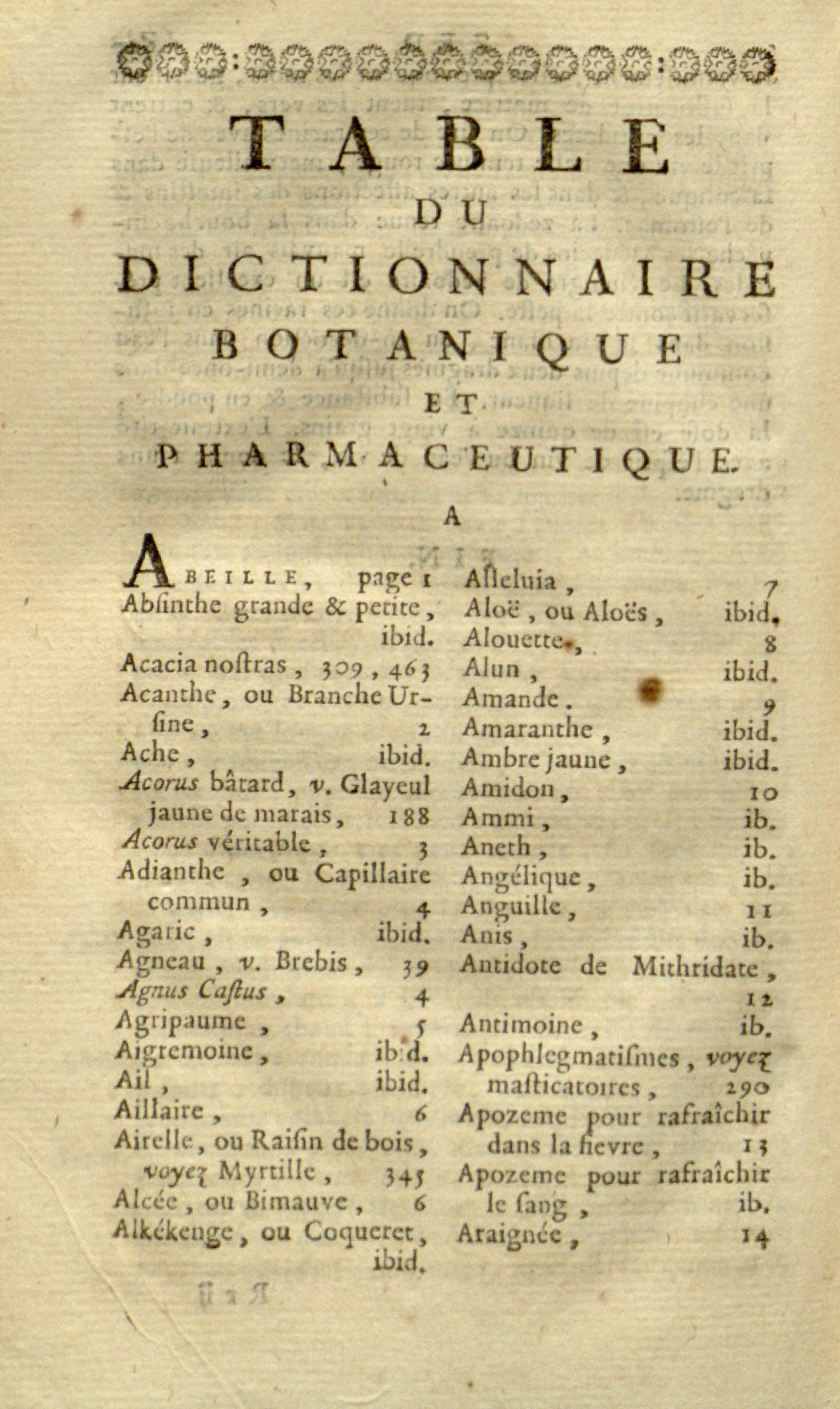
Table des matières par remèdes, édition de 1768.

L'ouvrage représente un abrégé des connaissances botaniques et pharmaceutiques nécessaires aux personnels de santé. La plupart des définitions concernent les drogues simples (minérales, végétales et animales), avec leur mode général de préparation. L'auteur critique les remèdes composés complexes pour s'en tenir à des versions simplifiées, aux préparations bon marché, faciles à trouver ou à faire, et reconnues comme bonnes par les meilleurs auteurs.
« Abeille (Apis) est une espèce de Mouche qui fait le miel & la cire, desquels nous parlerons en particulier ci-après en leur rang ; & que l’on appelle pour cela Mouche à Miel. Les Abeilles séchées & mises en poudre, sont éprouvées contre l’alopécie, ou chute des cheveux, enduites avec miel ou mêlées dans de l’huile de lézard, pour en frotter la tête. Deux ou trois Abeilles au plus prises en poudre dans du vin blanc, poussent incontinent par les urines ; c’est pourquoi on les donne avec succès dans l’ischurie, ou suppression des urines. »
Autres remèdes figurant dans cet ouvrage :
- Angélique officinale (L’Herbe aux Anges)
- Loup (remède)
- Persil